# Seznam chetitských králů

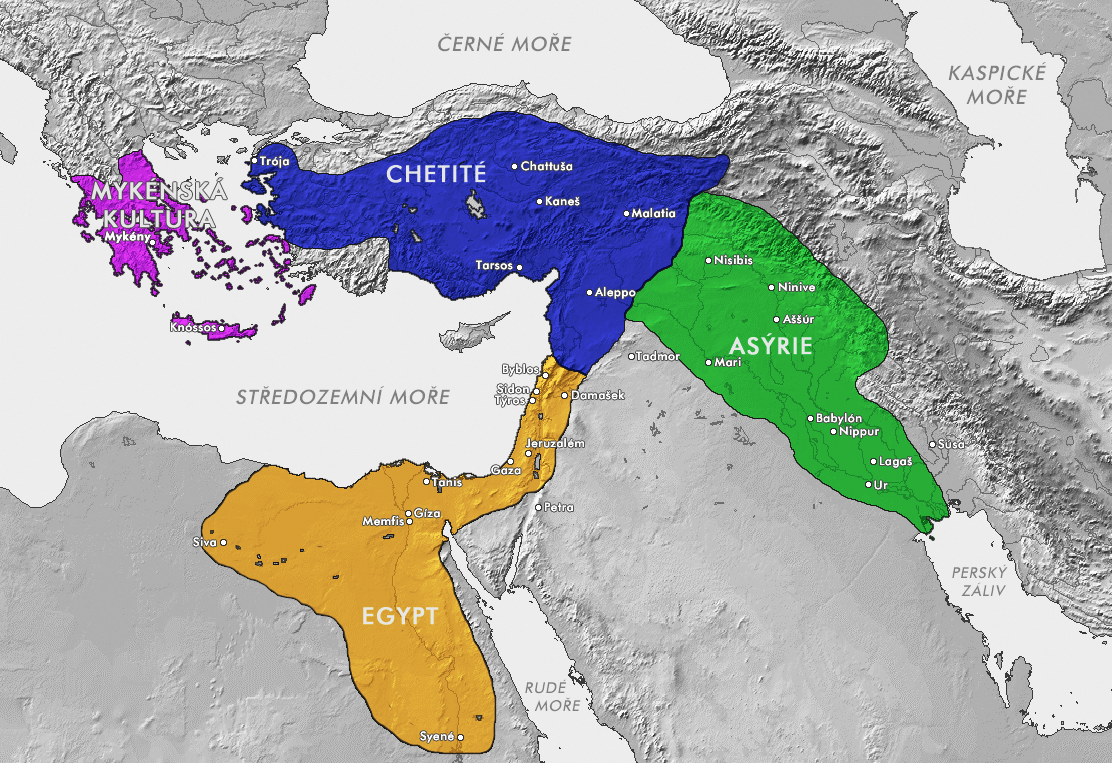
Starověký Blízký Východ v 1. polovině 2. tisíciletí př. n. l., říše Chetitů v modré

Toto je seznam chetitských králů. Všechna zde uvedená data jsou pouze přibližná. Seznam se do značné míry řídí podle Bryce (1998).

## Chattijci (Protochetité)
| Jméno        | Doba vlády                     | Poznámky                            |
| ------------ | ------------------------------ | ----------------------------------- |
| Pamba        | cca rané 22. století př. n. l. | Chattijský král                     |
| Pitchánaš    | cca 17. století př. n. l.      | Král Kuššaru, dobyvatel Neši        |
| Pijust I.    | cca 17. století př. n. l.      | Chattijský král, poražený Anittašem |
| Anittaš      | cca 17. století př. n. l.      | Král Kuššaru; zničení Chattušaše    |
| (Tutchalija) |                                | děd Chattušiliše I.                 |
| (PU-Sarruma) |                                | Tutchalijův syn                     |

## Starochetitská říše
| Jméno                         | Doba vlády              | Poznámky                                                                               |
| ----------------------------- | ----------------------- | -------------------------------------------------------------------------------------- |
| Tabarnaš I.                   |                         | Legendární zakladatel starochetitské říše; někteří badatelé jeho existenci zpochybňují |
| Chattušiliš I. (Tabarnaš II.) | cca 1586–1556 př. n. l. | Obnovení Chattušaše                                                                    |
| Muršili I.                    | cca 1556–1526 př. n. l. | Vnuk Chattušiliše I.; vyplenění Babylónu                                               |
| Chantili I.                   | cca 1526–1496 př. n. l. | Švagr Muršiliho I., jehož zavraždil                                                    |
| Zidanta I.                    | cca 1496–1486 př. n. l. | Zeť Chantiliho I., zavraždil jeho syna a právoplatného následníka                      |
| Ammuna                        | cca 1486–1466 př. n. l. | Syn Zidanty I., jehož zavraždil                                                        |
| Chuzzija I.                   | cca 1466–1461 př. n. l. | Zřejmě Ammunův syn                                                                     |
| Telipinu                      | cca 1460 př. n. l.      | Švagr Chuzziji I., uzurpátor                                                           |

## Středochetitská říše
| Jméno         | Doba vlády                | Poznámka                          |
| ------------- | ------------------------- | --------------------------------- |
| Alluvamna     | cca 15. století př. n. l. | Telipinův zeť                     |
| Chantili II.  | cca 1500–1450 př. n. l.   | Alluvamnův syn                    |
| Tachurvail I. |                           | Uzurpátor                         |
| Zidanta II.   |                           | Syn Chantiliho II.                |
| Chuzzija II.  |                           | Syn Zidanty II.                   |
| Muvatalli I.  | cca 1400 př. n. l.        | Uzurpátor; zavraždil Chuzziju II. |

## Novochetitská říše
| Jméno                          | Doba vlády                 | Poznámky                                                                                     |
| ------------------------------ | -------------------------- | -------------------------------------------------------------------------------------------- |
| Tutchalija I.                  | cca 14. století př. n. l.  | Možná vnuk Zidanty II.                                                                       |
| Arnuvanda I.                   |                            | Zeť Tutchaliji I.                                                                            |
| Chattušiliš II. (?)            |                            | Jeho existence bývá zpochybňována                                                            |
| Tutchalija II.                 | cca 1360? – 1344 př. n. l. | Syn Arnuvandy I. nebo Chattušiliše II.                                                       |
| Tutchalija III. mladší         |                            | Syn Tutchaliji II.; zavražděn po smrti svého otce, pravděpodobně vůbec nevládl               |
| Šuppiluliumaš I.               | cca 1344–1322 př. n. l.    | Syn Tutchaliji II. nebo Chattušiliše II.; rozšíření říše; zmiňovaný v El-amarnských dopisech |
| Arnuvanda II.                  | cca 1322–1321 př. n. l.    | Syn Šuppiluliumaše I.                                                                        |
| Muršili II.                    | cca 1321–1295 př. n. l.    | Syn Šuppiluliumaše I.                                                                        |
| Muvatalli II.                  | cca 1295–1272 př. n. l.    | Syn Muršiliho II.; bitva u Kadeše                                                            |
| Muršili III. alias Urchi-Tešub | cca 1272–1267 př. n. l.    | syn Muvatalliho II.                                                                          |
| Chattušiliš III.               | cca 1267–1237 př. n. l.    | Syn Muršiliho II.; egyptsko-chetitská mírová smlouva                                         |
| Tutchalija IV.                 | cca 1237–1209 př. n. l.    | Syn Chattušiliše III.; bitva u Nihrije                                                       |
| Kurunta                        | cca 1228–1227 př. n. l.    | Syn Muvatalliho II.; jeho vláda je nejistá                                                   |
| Arnuvanda III.                 | cca 1209–1207 př. n. l.    | Syn Tutchaliji IV.                                                                           |
| Šuppiluliumaš II.              | cca 1207–1178 př. n. l.    | syn Tutchaliji IV.; pád Chattušaše                                                           |